# Impromptu n.º 2 (Chopin)

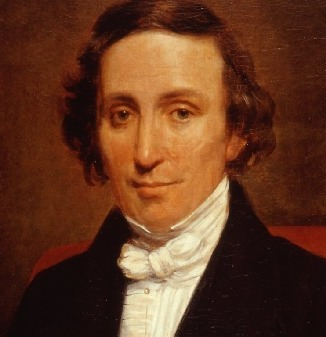
Fréderic compuso la pieza con una melodía en dolcissimo, aunque esta no tiene tonalidad definida.

El Impromptu n.º 2 en fa sostenido mayor, Op. 36  de Frédéric Chopin fue compuesto en 1839 y publicado al año siguiente. La melodía en dolcissimo transcurre durante toda la pieza y no tiene tonalidad definida.

## Música
La composición está en 4/4, la indicación del tempo es andantino.  La obra está escrita en la poco común tonalidad de fa sostenido mayor, empleada en muy pocas composiciones del Romanticismo, como la A Thérèse sonata de Ludwig van Beethoven y la famosa Barcarola de Chopin. El Impromptu empieza con un acorde de estilo nocturno y está seguida por un bajo oscilante e inmutable que lleva la melodía pacífica de la mano derecha, adornada gradualmente. El paso central está precedido por un momento más nervioso cuando se rompe el ritmo, para prepararlo. Esta segunda parte, modulada abruptamente en re mayor, al estilo de una polonesa, comienza a retumbar en el bajo y a explotar gradualmente en los agudos. Una transición a armonías sorprendentes nos devuelve al tema inicial, pero los bajos de la mano izquierda son ahora tresillos delicados. Para la coda, la mano derecha dibuja largas líneas virtuosas en triples corcheas que acompañan el motivo del bajo, antes de un breve recordatorio de la polonesa, y dos acordes.